# Гаген-Торн, Нина Ивановна

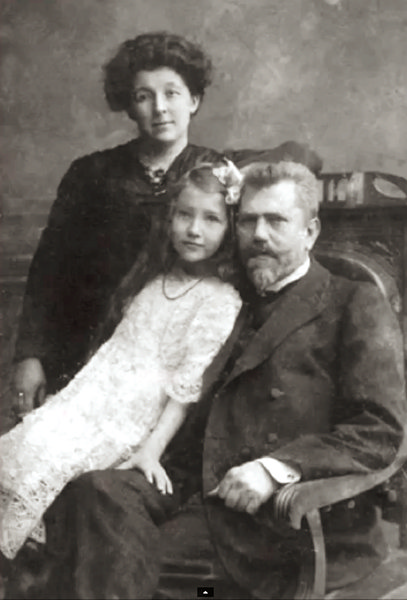
Нина Гаген-Торн с родителями

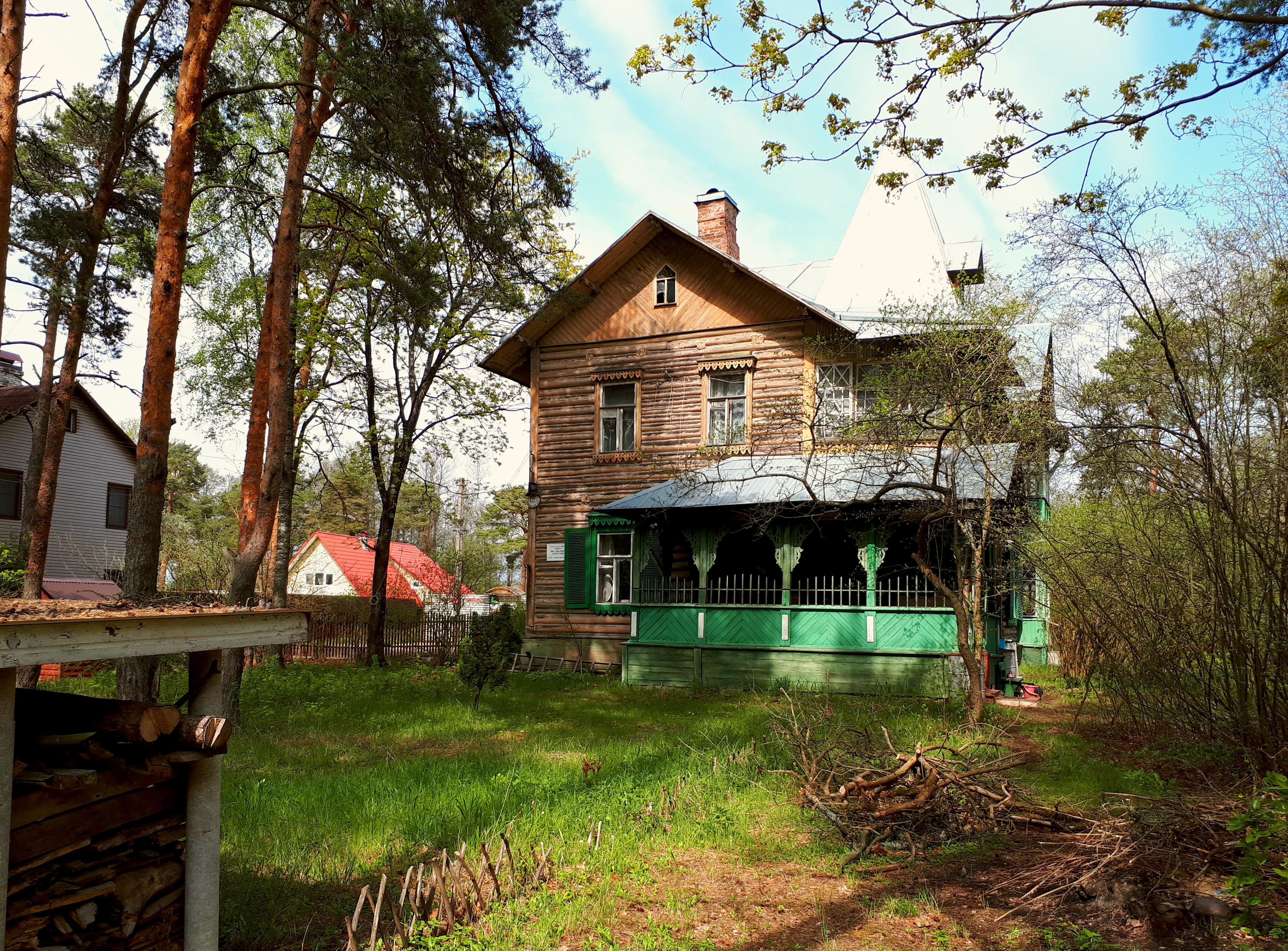
Дом семейства Гаген-Торн. Большая Ижора

Нина Ивановна Гаген-Торн (2 [15] декабря 1900, 15 декабря 1901, 2 [15] декабря 1901 или 15 [28] декабря 1900, Санкт-Петербург — 4 июня 1986 или 5 июня 1986, Пушкин, Ленинград) — советский этнограф, историк, фольклорист, писательница-мемуарист и поэтесса. Кандидат исторических наук (1946).

## Биография
Нина Ивановна Гаген-Торн родилась 2 (15) декабря 1900 года в Санкт-Петербурге в семье выдающегося хирурга, обрусевшего шведа, барона Ивана Эдуардовича Гаген-Торна. Семья каждое лето проводила в лоцманском селении Лебяжье, в двадцати верстах от Ораниенбаума, один год (1906) — в Куоккале, а с 1910 года — в Приморском Хуторе (ныне часть посёлка Большая Ижора).
Училась в гимназии М. Н. Стоюниной, затем в гимназии княгини Оболенской. Осенью 1918 года Нина Гаген-Торн поступила в Петроградский университет, на отделение общественных наук.
В университетские годы стала ученицей писателя Андрея Белого. Ученичество перешло в дружеские отношения, продолжавшиеся до самой смерти Белого. В университете же Гаген-Торн увлекалась этнографией, посетив несколько лекций профессора Л. Я. Штернберга. Активная участница Вольной философской ассоциации.
К 1924 году экзамены и зачёты, которые студенткой сдала Гаген-Торн по индивидуальному плану, ближе всего подходили к программе экономического отделения Факультета общественных наук, и ей предложили получить диплом об окончании этого факультета. Будучи студенткой, Гаген-Торн работает лектором Губполитпросвета. В 1927—1930 годах училась в аспирантуре по фольклору НИИ сравнительной истории литературы и языков Запада и Востока (ИЛЯЗВ) у Д. К. Зеленина. Работала в экспедициях по Русскому Северу, Забайкалью, Поволжью, под руководством П.П. Ефименко принимала участие в Средне-Волжской экспедиции.
В 1930—1931 годах жила в Иркутске, куда Геолком направил её мужа. Нина Гаген-Торн работала в Обществе изучения производительных сил Восточной Сибири и секретарём научно-исследовательского съезда этого региона. В это время тяжело заболел и вскоре умер отец Нины Ивановны, хирург, главврач, схвативший крупозное воспаление лёгких при пожаре в больнице. Нина Ивановна уехала в Ленинград, затем туда же вызвала детей. Семья распалась по взаимному согласию супругов.
В 1931—1932 годах Гаген-Торн преподавала географию, русский и остяцкий языки в Институте народов Севера.
С ноября 1932 годах Нина Гаген-Торн работала научным сотрудником II разряда Института по изучению народов СССР АН СССР, а после создания на его базе Института антропологии и этнографии (ИАЭ) СССР ей поручили работу в этнографической секции Института, в группе материального производства и назначили секретарём редакции справочника «Народы СССР». В ноябре 1933 года перевели в отдел Сибири и Северной Европы для научного описания коллекций отдела. В 1936 году направлена в Поволжье для изучения происхождении бесермян и их культуры.

### Аресты и ссылки
Первый раз была арестована 17 октября 1936 года. По сценарию следствия, «будучи контрреволюционно настроенной», совместно с директором МАЭ Н. М. Маториным (к тому времени уже расстрелянным), призывала к «активной борьбе с ВКП(б), указывая на необходимость применения террористических актов против руководства ВКП(б) и в первую очередь против И. В. Сталина». 25 мая 1937 года осуждена Особым совещанием при НКВД СССР по статье 58-10/2 УК РСФСР и приговорена к 5 годам лагерей, заключение отбывала на Колыме (Севвостлаг, бухта Нагаева).
После освобождения из лагеря в 1942 году находилась в ссылке в с. Чаши Чашинского сельсовета Каргапольского района Курганской области, где была в ссылке её мать. Работала в сельской библиотеке, преподавала историю, литературу и географию в Чашинском химико-технологическом техникуме молочной промышленности.
3 января 1946 года защитила в Институте этнографии АН СССР кандидатскую диссертацию на тему «Элементы одежды народностей Поволжья как материал для этногенеза», доработав сохранившуюся у её подруги рукопись подготовленной в 1936 году диссертации.
30 декабря 1947 года арестована повторно и приговорена к 5 годам лагерей; отбывала заключение в Темниковских лагерях (Мордовская АССР). После заключения сослана в Красноярский край.

### После освобождения
16 апреля 1954 года судимость была снята. Весной 1954 года после амнистии всем, имевшим срок не более пяти лет, возвратилась из ссылки сначала в Москву к своей матери.
Некоторое время работала в Фундаментальной библиотеке общественных наук, Музее им. А. С. Пушкина.
С 15 апреля 1955 года работала в Ленинградском отделении Института этнографии им. Н. А. Миклухо-Маклая АН СССР.
23 января 1956 года ВАК выдал ей диплом кандидата наук по защите 1946 года, а постановлением Президиума Ленинградского городского суда от 17 февраля 1956 года уголовное дело по статье 58 УК РСФСР от 25 мая 1937 года было прекращено за недоказанностью вины, и она была полностью реабилитирована.
В 1958 году участвовала в Ангарской экспедиции Института этнографии. В 1960 году она ушла на пенсию.
После официального ухода на пенсию были написаны и опубликованы статьи об обрядовых полотенцах, о деревянной утвари, рецензии на книги М. Велевой, Н. Н. Ершова, Т. А. Крюковой, Я. П. Прилипко и З. А. Широковой, заметки о В. К. Арсеньеве и Л. С. Берге, воспоминания об Александре Блоке, об Ольге Форш и Виталии Бианки.
Помимо этнографических исследований, предприняла также попытку интерпретации с точки зрения не этнографии некоторых тёмных мест «Слова о полку Игореве», выдвинув интересные (хотя и спорные) гипотезы.
Н. И. Гаген-Торн принадлежит мемуарная проза о детстве, юности и годах заключения. Многие годы писала стихи, отразившие в том числе и лагерный опыт. «Лагерная» поэзия Н. И. Гаген-Торн стоит в одном ряду со стихами А. Барковой, В. Шаламова, Ю. Домбровского и др.
С января 1981 года переехала в дом-пансионат Академии наук в Пушкине.
Умерла 4 июня 1986 года в городе Пушкине Пушкинского района города Ленинграда. Отпевание происходило в Никольском соборе в Ленинграде. Похоронена в Большой Ижоре Ломоносовского района Ленинградской области, рядом с могилой матери.

## Семья
- Отец — барон Иван Эдуардович Гаген-Торн (в шведской орфографии - Hagen-Thorn, 12 ноября 1867 — 17 марта 1931), врач, обрусевший швед.
- Мать — Вера Александровна (урожд. Зоргенфрей), происходила из семьи железнодорожного служащего.
- Муж — (с 1923 г. по 1931 г.) Юрий Михайлович Шейнманн (1901 - 4 апреля 1974). В 1938—1945 и 1949—1954 находился в заключении; доктор геологических наук (1946).
- Две дочери: Галина (род. 1925) и Лада (род. 1928).
- Внучки — Ольга Яковлевна Гаген-Торн, Юлия.

## Публикации
- В 1926 г. вышла из печати её первая научная работа, рассказывающая о свадьбе в Моршанском уезде Тамбовской губернии, и, почти одновременно, книжечка стихов для детей.
- Этнографические работы в Чувашской республике // Сообщения ГАИМК. 1929. Т. 2. C. 174—194
- Магическое значение волос и головного убора в свадебных обрядах Восточной Европы // СЭ. 1933. № 5/6. С. 76-88
- В 1946 г. в Свердловске в журнале «Дружные ребята» был напечатан её рассказ «Лето в лесу» под псевдонимом Н. Летаева.
- Гаген-Торн Н. И. Лев Яковлевич Штернберг / Отв. ред. Д. А. Ольдерогге. — М.: Наука (ГРВЛ), 1975. — 240 с. — (Русские востоковеды и путешественники).
- Гаген-Торн Н. И. Женская одежда народов Поволжья. Чебоксары, 1960. Архивная копия от 6 января 2014 на Wayback Machine
- Гаген-Торн Н. И. Memoria / Сост., предисл., послесл. и примеч. Г. Ю. Гаген-Торн. М.: Возвращение, 1994. Архивная копия от 9 февраля 2011 на Wayback Machine
- Думки з приводу «сна князя Святослава» у «Слові о полку Ігоревім» // Народна творчість та етнографія (Киев). 1963. № 4. С. 100—104
- Темные места в «Слове о полку Игореве» (Этногр. анализ) // Тез. докл. годичной науч. сессии Ленингр. отд-ния Ин-та этнографии АН СССР: май 1968 г. Л., 1968. С. 76—77; [Информация о выступлении] // Сов. этнография. 1968. № 6. С. 135—136
- О филологическом и историческом анализе «Слова о полку Игореве» // Сов. археология. 1970. № 3. С. 283—288
- Анимизм в художественной системе «Слова о полку Игореве» // Краткое содержание докл. годичной науч. сессии Ин-та этнографии АН СССР. Л., 1972. С. 85—86
- Новая книга за «Слово о полку Игореве» // Език и лит-ра. София, 1972. Кн. 2. С. 104—110
- Некоторые замечания о «темных местах» «Слова о полку Игореве» (Заметки этнографа) // Сов. этнография. 1972. № 2. С. 51—60
- Анимизм в художественной системе «Слова о полку Игореве» // Сов. этнография. 1974. № 6. С. 110—118
- О двух Игорях древней поэмы // Знание — сила. 1975. № 6. С. 44—45
- Лев Яковлевич Штернберг. М., 1975
- О структуре «Слова о полку Игореве» // Scando-Slavica. Copenhagen. 1976. Т. 22. С. 65—78
- Боян — песнотворец български // Български фолклор. 1979. Кн. 2. С. 14—29.
- Путь к Северу // Полярный круг. М., 1986. С. 110—127
- В ссылке на Енисее // СЭ. 1990. № 3. С. 97-113
- Вольфила: Вольно-Филос. Ассоциация в Ленинграде в 1920—1922 гг. // ВФ. 1990. № 4. С. 89-104
- Подборка избранных стихотворений
- Воспоминания об Александре Блоке // Блоковский сборник. Тарту, 1972. Вып. 2. С. 444—446.
- Андрей Белый как этнограф // СЭ. 1991. № 6. С. 87-91
- Прокофьевы в Яновом стане // ЭО. 1992. № 4. С. 91-110
- Из воспоминаний // Распятые-1. С. 140—151; Memoria. М., 1994.

## Память
В библиотеке семейного чтения в Большой Ижоре проходят Гаген-Торновские чтения.